# 928 Hildrun
A 928 Hildrun (ideiglenes jelöléssel 1920 GP) a Naprendszer kisbolygóövében található aszteroida. Karl Wilhelm Reinmuth fedezte fel 1920. február 23-án, Heidelbergben.